# Fernando de Casas y Novoa
Pour les articles homonymes, voir Casas.
Fernando de Casas y Novoa (vers 1680 - 1749) est un architecte baroque espagnol. C’est l’un des principaux représentants de l'architecture baroque en Galice.

## Début
Il a collaboré avec Gabriel de Casas dans le chantier du cloître de la cathédrale de Lugo. Après la mort de son maître en 1709, il succède à la direction des travaux.

## Principales réalisations
- En 1711, il succède à Domingo de Andrade à la direction des travaux de la Cathédrale de Saint-Jacques-de-Compostelle.
- Monastère Saint-Martin Pinario: en plus de la poursuite des travaux dans la sacristie, le cloître et l'entrée principale, construit les retables de l'église.
- En 1750, s'achève la construction de la Façade de l'Obradoiro de la Cathédrale de Saint-Jacques-de-Compostelle, qu'il a élaborée. Elle est considérée comme son chef-d'œuvre ainsi que l'un des chefs-d'œuvre de l'architecture baroque.

### Autres travaux
- Cathédral de Lugo : chapelle de la Vierge des Grands Yeux (1726 - )
- Monastère de Saint-Sauveur de Villanueva (Lourenzá) : façade